# 分散コンピュータ博物館
分散コンピュータ博物館（ぶんさんコンピュータはくぶつかん）は、日本のコンピュータ技術発達史上の重要な研究開発成果や、顕著な影響を与えたコンピュータ技術・製品などを次世代に継承していくことを目的とする認定制度である。情報処理技術遺産とともに、情報処理学会が運営している。2009年2月23日に認定制度が開始され、第1回には2件が認定された。

## 認定リスト
- 第一回（2008年度）
  - 京都コンピュータ学院KCG資料館
  - 東京農工大学 情報工学科 西村コンピュータコレクション
- 第二回（2009年度）
  - 東京理科大学近代科学資料館
  - 東北大学サイバーサイエンスセンター展示室
- 第三回（2010年度）
  - 北陸先端科学技術大学院大学 JAIST記号処理計算機コレクション
- 第四回（2011年度）
  - NTT技術史料館 （NTTの歴史的なコンピュータの展示エリア）
- 第五回（2012年度）
  - 計算科学振興財団高度計算科学研究支援センター展示コーナー
- 第六回（2013年度）
  - 神戸大学経済経営研究所経営機械化展示室
- 第七回（2015年度）
  - 情報・システム研究機構 統計数理研究所 計算機展示室
- 第八回（2017年度）
  - 日立大みか制御史料室